# Élection gouvernorale dans l'oblast de Vologda de 2024
L'élection gouvernorale dans l'oblast de Vologda de 2024 a lieu le 8 septembre 2024 lors des infranationales russes afin d'élire le gouverneur de l'oblast de Vologda, l'un des oblasts de la fédération de Russie. Le gouverneur par intérim Gueorgi Filimonov brigue un mandat complet.

## Contexte
L'actualité russe est marquée par l'invasion russe de l'Ukraine depuis 2022 ainsi que par la réélection de Vladimir Poutine en mars 2024, élection considérée comme non-libre. Le principal dirigeant de l'opposition russe, Alexeï Navalny, emprisonné depuis 2021, meurt en détention en février 2024.
Le 31 octobre 2023, Oleg Kouvchinnikov a annoncé de manière inattendue sa démission près d'un an avant l'élection du gouverneur. Le même jour, Gueorgui Filimonov, vice-président du gouvernement de l'oblast de Moscou, a été nommé gouverneur par intérim de l'oblast de Vologda.   
En janvier 2024, l'Assemblée législative de l'oblast de Vologda a modifié la loi électorale, permettant aux candidats au poste de gouverneur de se présenter eux-mêmes. Plus tard, le gouverneur par intérim Filimonov a annoncé qu'il n'avait l'intention de rejoindre aucun parti politique et qu'il se présenterait aux prochaines élections de gouverneur en tant qu'indépendant. Cependant, le 24 mai 2024, le sénateur Andreï Tourtchak, secrétaire général de Russie unie, s'est rendu à Vologda et a personnellement remis une carte du parti au gouverneur Filimonov, qui a rejoint le parti et a annoncé son intention de se présenter sous cette étiquette.  

## Système électoral
Le gouverneur est élu au scrutin uninominal majoritaire à deux tours pour un mandat de cinq ans. Est déclaré élu le candidat ayant recueilli la majorité absolue au premier tour. À défaut, les deux candidats arrivés en tête s'affrontent au second tour, et celui recueillant le plus de voix l'emporte. 
Dans l'oblast, les candidats ne peuvent être nommés que par des partis politiques enregistrés. Le candidat à la tête de la république doit être citoyen russe et âgé d'au moins 30 ans. Les candidats à la tête ne doivent pas avoir de citoyenneté étrangère ni de permis de séjour. Chaque candidat, pour être inscrit, doit recueillir au moins 7 % des signatures des membres et chefs de municipaliés. En outre, les candidats auto-désignés devraient recueillir 1 % des signatures des habitants de l'oblast de Vologda. Les candidats présentent également 3 candidatures au Conseil de la fédération et le vainqueur de l'élection nomme plus tard l'un des candidats présentés. 

## Candidats

### Déposés
| Nom du candidat, parti politique | Nom du candidat, parti politique | Nom du candidat, parti politique | Expérience | Statut | Réf. |
| -------------------------------- | -------------------------------- | -------------------------------- | --- | ------ | ---- |
| Gueorgui Filimonov Russie Unie   |                                  |                                  | Gouverneur par intérim de l'oblast de Vologda (2023-présent) Ancien vice-président du gouvernement de l'oblast de Moscou (2021-2023) | Nommé  |      |
| Igor Katoukhine RPPSS            |                                  |                                  | Membre de l'Assemblée législative de l'oblast de Vologda (2022-présent)                                                              | Nommé  |      |

### Déclarés
- Aleksandr Morozov (KPRF), membre de l'Assemblée législative de l'oblast de Vologda (depuis 2011), candidat au poste de gouverneur de 2014 et 2019[7]

## Résultats
| Candidats                | Candidats         | Partis                  | Votes | %   |
| ------------------------ | ----------------- | ----------------------- | ----- | --- |
|                          | Gueorgi Filimonov | Russie unie             |       |     |
|                          | Igor Katoukhine   | RPPSS                   |       |     |
|                          | Aleksandr Morozov | Parti communiste        |       |     |
|                          |                   | Parti libéral-démocrate |       |     |
|                          | Autres candidats  |                         |       |     |
|                          |                   |                         |       |     |
| Votes valides            |                   |                         |       |     |
| Votes blancs et nuls     |                   |                         |       |     |
| Total                    | Total             | Total                   |       | 100 |
| Abstention               |                   |                         |       |     |
| Inscrits / participation |                   |                         |       |     |